# Lobocheilos berresoides
Lobocheilos berresoides là một loài bướm đêm trong họ Noctuidae.